# Oído medio

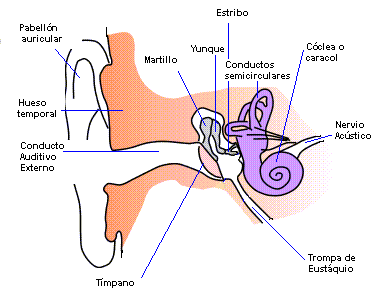
Esquema que incluye algunas estructuras del oído medio: tímpano, martillo, yunque, estribo, trompa de Eustaquio.

El oído medio es una cavidad casi cuadrada, ubicada en el interior de la porción petrosa (peñasco) del hueso temporal. Es una de las tres partes del oído (siendo las otras dos: el oído externo y el oído interno), y se encuentra en la parte superior del cerebelo, entre las masas encefálicas y el tímpano.
En la porción petrosa del hueso temporal se encuentra la trompa de Eustaquio. Este contiene la cavidad timpánica, espacio situado medianamente tras la membrana timpánica, y el receso epitimpánico, o espacio superior a esta membrana. El oído medio se comunica por delante con la nasofaringe, a través de la trompa faringotimpánica o auditiva. La cavidad timpánica se comunica en la zona posterosuperior con las celdas mastoideas, a través del antromastoideo. La cavidad timpánica está tapizada de mucosa y se continúa con la trompa auditiva, las celdas mastoideas y el antro mastoideo.

## Partes del oído medio
El oído medio comprende:
- La caja timpánica.
- Los huesecillos del oído.
- Los músculos de los huesecillos.
- Las celdas mastoideas.
- La trompa de Eustaquio.

### Caja timpánica
La caja timpánica es un espacio aproximadamente oblongo (como una lente bicóncava) tapizado completamente por mucosa. Esta pequeña cavidad está llena de aire, y gracias a la tuba auditiva, se comunica con las fosas nasales, permitiendo que la presión de aire contenido en la caja timpánica sea la misma que la del ambiente.
La tuba cuenta con paredes o caras, que están ordenadamente apiladas unas sobre otras y al efectuarse el acto de deglución se separan para dejar entrar aire nuevo en el oído medio. La caja consta de seis caras o paredes (techo, suelo y cuatro paredes) y son las siguientes:
1. La cara externa o pared lateral (membranosa): Está creada casi en exclusiva por la convexidad picuda de la membrana timpánica, por lo que la ocupa casi en su totalidad. La parte superior la forman la pared ósea lateral del receso epitimpánico. El manubrio del martillo se encuentra en la membrana timpánica y la cabella se extiende hasta el receso epitimpánico.
2. La pared medial o laberíntica: Es la que separa la cavidad timpánica del oído interno. Se caracteriza por tener el promontorio de la porción inicial (1a espiral) de la cóclea, es decir, el saliente de la espiral basal del caracol. Asimismo, se encuentran las ventanas laberínticas: oval y redonda; y el nervio facial (VII par) que atraviesa toda la caja muy cerca de la ventana oval y adyacente a él la impresión del canal semicircular lateral
3. La pared superior o  Tegmen Tympani : Lo forma una fina lámina de hueso, que separa la cavidad timpánica de la duramadre en el suelo de la fosa cerebral media.
4. La pared inferior o  Pars Yugularis : Lo forma una capa de hueso que separa la cavidad timpánica del bulbo superior de la vena yugular interna.
5. La cara anterior o carotídea: Es la que separa la cavidad timpánica del conducto carotídeo o arteria carótida. En la porción superior se encuentra el orificio interno de la trompa auditiva y el conducto para el músculo tensor del tímpano.
6. La cara posterior' o mastoidea: Es la que está en comunicación con el antro y las celdas mastoideas mediante el aditus ad antrum (es decir, el espacio de entrada o acceso que comunica el antro mastoideo con el receso epitimpánico). Éste es un orificio en la porción superior -la entrada al antro mastoideo- mediante el que se comunica la cavidad timpánica con las células mastoideas. El conducto para el nervio facial desciende entre la pared posterior y el antro medial a la entrada.[2]

El antro mastoideo es una cavidad de la apófisis mastoides del hueso temporal. El antro -como la cavidad timpánica- queda separado de la fosa craneal media por un techo óseo delgado, el tegmen tympani. El suelo del antro tiene varios orificios por los que se comunica con las celdas mastoideas. El antro y las celdas mastoideas están tapizados de mucosa que se continúa con el revestimiento del oído medio. El antro mastoideo se relaciona con el conducto para el nervio facial en la zona anteroinferior.
La caja timpánica se comunica con el oído interno mediante dos aberturas provistas de una fina membrana la ventana oval y la ventana redonda.

### Huesecillos del oído
Artículo principal: Huesecillos del oído
El oído medio cuenta con 3 osículos o huesecillos: martillo, yunque, estribo, aunque algunos autores incluyen un cuarto huesecillo denominado Lenticular. Tienen como objetivo conectar la membrana timpánica con la ventana oval, siendo éstos el medio normal para la transmisión del sonido a través del oído medio. Estos huesecillos son los más pequeños del cuerpo, con un peso muy pequeño: martillo (22-24 mg), yunque (25 mg) y estribo (2 mg).
Los huesecillos del oído forman una cadena en la cavidad timpánica que va desde la membrana timpánica hasta la ventana oval, una abertura ovalada en la pared medial de la cavidad timpánica que lleva hasta el oído del vestíbulo interno (laberinto óseo). Se cierra con la base del estribo. Los huesecillos son los primeros huesos que se osifican por completo durante el desarrollo, y al nacer se encuentran casi maduros. El hueso del que derivan es muy denso (duro). El martillo se inserta en la membrana timpánica y el estribo ocupa la ventana oval. El yunque está situado entre ambos huesecillos y se articula con ellos, esto lo convierte en el hueso más débil de la cadena, ya que no posee un músculo o nervio de sostén. Estos pequeños huesos están recubiertos de la mucosa que reviste la cavidad timpánica, pero a diferencia de otros huesos del organismo no tienen una cubierta perióstica directa.

#### Funcionamiento de la cadena de huesecillos
El funcionamiento de esta cadena se inicia a partir del martillo. El martillo posee cabeza, cuello y mango o manubrio, así como una apófisis corta. El Martillo a través de su mango se halla unido a la membrana timpánica. De él parten los ligamentos timpanomaleolares anterior y posterior que dividen a la membrana timpánica en pars flácida y pars tensa. La pars flácida tiene 2 capas: epitelial y endotelial; mientras que la pars tensa tiene 3 capas: epitelial, fibrosa y endotelial.
El martillo, en su extremo opuesto, se une firmemente con el yunque. De manera que, siempre que el Martillo se mueve, el Yunque se mueve al unísono. La cabeza del martillo se articula con el cuerpo del yunque (sinartrosis), y este a través de su apófisis larga se articula con la cabeza del estribo. Al mismo tiempo, la platina del estribo se inserta en la ventana oval y estimula a los líquidos perilaberínticos en el proceso de la audición.
El otro extremo del Yunque se articula con el "tallo" del estribo y la base del estribo se apoya en la abertura de la ventana oval, donde los sonidos son transmitidos al oído interno. La articulación del Yunque con el estribo hace que este último rote hacia atrás cada vez que el mango del martillo se mueve hacia dentro, y hacia fuera cada vez que el Martillo va hacia fuera, lo cual provoca el desplazamiento hacia dentro y hacia fuera de la Base del Estribo al nivel de la ventana oval, produciéndose el movimiento del fluido coclear en el oído interno.

#### Músculos asociados con los huesecillos del oído
Existen dos músculos asociados a los huesecillos del oído que amortiguan y revisten los movimientos de los huesecillos del oído. Uno de ellos amortigua además los movimientos (vibración) de la membrana timpánica. Estos músculos son:
- El músculo del estribo o músculo estapedio, inervado por el nervio facial (par craneal VII).
- El músculo tensor del tímpano o músculo mayo (martillo), inervado por un nervio proveniente del ganglio óptico perteneciente al trigémino (par craneal V).

Ambos músculos protegen el oído interno de los ruidos intensos y súbitos que pueden causar lesiones.
El músculo tensor del tímpano, junto con otros ligamentos y tensores, atrae constantemente hacia adentro el mango del martillo. Gracias a este músculo, y junto con la ayuda de otro músculo en contacto con la cabeza del estribo, el músculo del estribo, se mueve la cadena de huesecillos y proveen de tensión a la membrana timpánica, permitiendo que las vibraciones sonoras en cualquier porción del tímpano sean transmitidas al martillo.
Los músculos se activan en forma refleja ante los sonidos (60 a 80 decibelios) y aparentemente por algunos otros estímulos sensoriales; el tiempo de reacción de este reflejo es de aproximadamente 10 milésimas de segundo, lo que significa que, ante sonidos de gran intensidad e igual o menor duración, los músculos tensores no alcanzan a reaccionar y por ende proteger a la cóclea, causando la fatiga de dichos músculos y un potencial peligro de pérdida auditiva.
El músculo tensor del tímpano tira del mango del martillo hacia adentro, mientras que el músculo del estribo tira de este hueso hacia fuera. Cuando estas dos fuerzas se oponen entre sí, permiten que todo el sistema de huesecillos tenga mucha rigidez, disminuyendo considerablemente la transmisión de las frecuencias bajas (inferiores a 1000 Hz) al oído interno. El reflejo de atenuación puede disminuir la intensidad de transmisión de sonido hasta 30 o 40 dB, o sea, la diferencia entre un susurro y el sonido emitido por un locutor de radio. La función de este mecanismo se basa, en parte, en permitir la adaptación del oído a sonidos de intensidades diferentes, pero sobre todo en proteger al caracol de lesiones por ruidos excesivamente intensos. Además, cuando una persona habla, manda señales colaterales a los músculos del oído para disminuir su sensibilidad auditiva, de manera que su propia palabra no estimule en exceso los mecanismos de audición.

## Trompa auditiva
Es una estructura cartilaginosa tubular que mantiene una comunicación entre la nasofaringe y el oído medio permitiendo equilibrar las presiones a un lado y al otro de la membrana timpánica. Este aspecto es fundamental para la percepción del sonido y su ampliación en el oído medio lograda por los huesecillos.

## Otros animales
El oído medio de todos los tetrápodos es análogo con el espiráculo de los peces, una apertura en la faringe en cada costado de la cabeza, anterior a las branquias. En los embriones de peces, forma una bolsa en las paredes de la faringe (la primera trema branquial), que crece hacia el exterior hasta abrirse; en la mayoría de los tetrápodos, esta apertura generalmente no se completa, y el tejido más externo se convierte en la membrana timpánica. La parte interna del espiráculo, todavía conectado a la faringe, forma el tubo de Eustaquio.
En reptiles, aves, y anfibios, hay un solo hueso en el oído medio, la columella auris (que es homóloga al estribo de los mamíferos). Está conectada indirectamente con la membrana timpánica por una extracolumella cartilaginosa y medialmente al oído interno por la fenestra ovalis. La columella auris es un derivado evolutivo de un hueso de los peces llamado hueso hiomandibular, un hueso que contribuye al soporte de las mandíbulas al cráneo (suspensión mandibular).
Los mamíferos son los únicos que han desarrollado un oído medio con tres huesillos. Funcionalmente, el oído medio de los mamíferos es muy similar al de los demás tetrápodos, excepto que es capaz de responder a sonidos de frecuencias más altas. El martillo es un derivado del hueso articular de la mandíbula inferior en otros vertebrados, y el yunque, deriva del hueso cuadrado del maxilar. En otros vertebrados, estos huesos forman la articulación de las mandíbulas, pero la expansión del hueso dentario en mamíferos llevó a la aparición de una articulación nueva, mandíbulo temporal. Por un periodo de tiempo, ambas mandíbulas coexistieron. En muchos mamíferos, el oído medio también se encuentra protegido por una cavidad, la ampolla o bulla timpánica. La bulla evolucionó de manera independiente numerosas veces en diferentes grupos de mamíferos. La bulla en los primates, incluyendo a los seres humanos, es parte del hueso temporal.